# Jeremy Wade
Jeremy Wade (n. 23 martie 1956, Suffolk, Anglia, Regatul Unit) este un om de televiziune britanic, realizator al emisiunii „Monștrii apelor” (Discovery Channel).
Acum 25 de ani, Jeremy Wade a fost în Congo pentru a prinde un pirahna uriaș numit Goliath. Localnicii îl numesc mbenga.
"Când am început să filmez emisiunea am avut ocazia să merg din nou în Congo să prind acest pește. Seamănă cu un pirahna și prin dinții lui triunghiulari care se întrepătrund ca niște foarfece."

## Emisiuni
Jeremy Wade a realizat mai multe emisiuni de pescuit.
Jungle Hooks - 2007 - În căutarea celui mai mare peste de apă dulce, Arapaima
River Monsters - 2009 - Jeremy vizitează toate țările care ascund monștri ai apelor, pentru a investiga cazuri neelucidate în care vietăți acvatice au atacat oameni
Jeremy Wade's Mighty Rivers - 2018 - Jeremy se întoarce la cele mai mari fluvii și râuri care ascund pești mari pentru a verifica starea lor. El trage și un semnal de alarmă asupra poluării și a pescuitului excesiv care vor duce în final la eradicarea peștilor de talie mare.

## Jeremy Wade în România
Jeremy Wade a fost până acum de două ori în România. Prima oară a venit în 2001 la invitația unui pescar român, Valentin Mănuș, petrecând mai bine de o luna în Delta Dunării în căutarea unui somn uriaș. A două oară a venit în 2017, când a început filmările emisiunii Mighty Rivers, pentru a vedea starea Dunării și dacă mai sunt șanse să ascundă monștri uriași.